# А̀
Ne doit pas être confondu avec la lettre latine a accent grave À.
Cette page contient des caractères spéciaux ou non latins. S’ils s’affichent mal (▯, ?, etc.), consultez la page d’aide Unicode.
 (novembre 2024).
Le A accent grave (capitale А̀, minuscule а̀) est une lettre de l'alphabet cyrillique utilisée dans certaines langues lorsque l’intonation est indiquée à l’aide de l’accent grave.

## Utilisations
Le А̀ est utilisé en bulgare lorsque l’intonation d’une syllabe est indiquée sur la voyelle А, par exemple pour distinguer па̀ра, « vapeur », et пара̀, « monnaie ».

## Représentation informatique
Le A accent grave peut être représenté avec les caractères Unicode (cyrillique, diacritiques) suivants :
| formes    | représentations | chaînes de caractères | points de code | descriptions                                           |
| --------- | --------------- | --------------------- | -------------- | ------------------------------------------------------ |
| capitale  | А̀               | А◌̀                    | U+0410 U+0300  | lettre majuscule cyrillique a diacritique accent grave |
| minuscule | а̀               | а◌̀                    | U+0430 U+0300  | lettre minuscule cyrillique a diacritique accent grave |